# Альфа Конде
Альфа Конде (фр. Alpha Condé; нар. 4 березня 1938) — гвінейський політик, лідер партії Об'єднання гвінейського народу. Президент країни з 21 грудня 2010 року по 5 вересня 2021 року.

## Життєпис
Походить з народності малінке. У віці 15 років емігрував до Франції, де навчався у школі в Парижі й університеті Сорбонни. До 1991 перебував в еміграції через опозицію до режимів Ахмеда Секу Туре й Лансани Конте. Згодом став лідером опозиційної партії Об'єднання гвінейського народу, що входить до складу Соцінтерну.
Брав участь у президентських виборах 1993 року; за офіційними даними здобув 19,6 % голосів, а переміг Лансана Конте. На виборах 1998 здобув 16,6 % голосів (перемогу знову святкував Лансана Конте). За два дні після виборів був заарештований. 2000 розпочався судовий процес. Конде був звинувачений у намірі вбити президента Лансану Конте. У вересні Конде був засуджений до п'яти років в'язниці, однак 2001 був достроково звільнений. Йому було заборонено займатись політичною діяльністю, тому у 2001-2005 роках Конде проживав у Франції.
Наступного дня після масштабного опозиційного мітингу, що відбувся 28 вересня 2009 року, Конде, який на той час перебував у Нью-Йорку, оголосив про мобілізацію громадських рухів та закликав до продовження акцій протесту проти «кримінального режиму». 1 жовтня Альфа Конде відхилив пропозицію Камари щодо створення уряду національної єдності, назвавши керівника військової хунти «ненадійним партнером».
27 червня 2010 року у першому турі президентських виборів здобув 553 021 (20,67 %) голосів, посівши друге місце після Селу Далейна Діалло та вийшовши у другий тур. У другому турі Конде отримав 52,52 % голосів проти 47,48 % у Діалло, після чого оголосив про свою перемогу.
5 вересня 2021 року в країні відбувся військовий переворот. Президента Альфа Конде захопили в полон армійські спецпризначенці, а на чолі перевороту став полковник Мамаді Думбуя.
9 грудня 2022 року Міністерство фінансів США опублікувало список із понад сорока осіб, які потрапили під санкції за корупційні дії та порушення прав людини. Серед цілей Управління з контролю за іноземними активами (OFAC), органу фінансового контролю Міністерства фінансів, є Альфа Конде..